# Ines Nieri
Ines Nieri (* 18. März 1988 in Hamburg) ist eine deutsche Schauspielerin und Synchronsprecherin.

## Leben
Nieri besuchte die erste Kinderschauspielschule Deutschlands „TASK“. 1999 wurde sie von den Filmemachern Sven Halfar und Alexa Volcova für ihre erste Hauptrolle in dem Film Die Beichte entdeckt. Als 12-Jährige spielte sie die Hauptrolle im Kinofilm Der Mistkerl (2001). Davor und danach spielte sie in weiteren Film- und Fernsehproduktionen mit.
Ihre erste Bühnenrolle erhielt sie im Alter von 10 Jahren in Luk Percevals Marathon-Inszenierung Schlachten! am deutschen Schauspielhaus in Hamburg. 2012 absolvierte sie ihre Schauspielausbildung in Hamburg und spielte ihr erstes Engagement 2014 am Ernst Deutsch Theater unter der Regie von Torsten Fischer in „Jumpy“. 
2021 erhielt sie den Theaterpreis Hamburg – Rolf Mares in der Kategorie „Herausragende Darstellerin“ für ihre Leistung in „Tyll“ am Ernst Deutsch Theater.

## Filmografie
- 1999: Die Pfefferkörner (Staffel 1, Folge 11)
- 2001: Ein Yeti zum Verlieben (TV)
- 2001: Der Mistkerl (Kino)
- 2002: Der Liebe entgegen (TV)
- 2003: Das Duo – Stiller Tod
- 2004: Großstadtrevier Staffel 18 Folge „Satisfaction“ (TV)
- 2006: Der Untergang der Pamir
- 2007: Das Duo: Echte Kerle
- 2012: Bloch: Die Lavendelkönigin
- 2015: Zum Sterben zu früh
- 2022: Die Pfefferkörner (Fernsehserie, Folge: Falsche Spur)

## Hörbuch
- 2019: Im Himmel gibt es einen Bahnhof von Jando